# Laurits Bindsløv
Laurits Bindsløv Frederiksen (født 14. april 1916 i Kjellerup, død 20. februar 1998) var en dansk lærer og cand.mag., der var generaldirektør for Danmarks Radio fra 1976 til 1985.
Laurits Bindsløv blev efter studentereksamen læreruddannet fra Th. Langs Seminarium i Silkeborg og var fra 1937-1949 ansat ved folkeskolerne i Aarhus Kommune. I 1954 tog han magisterkonferens i historie fra Aarhus Universitet med afhandlingen Stænderne som parlamentarisk forudsætning.
Han blev i 1947 knyttet til skoleradioen på freelancebasis og blev i 1949 fastansat som programsekretær. Han udnævnte i 1953 til souschef for foredragsafdelingen (senere: aktualitets- og oplysningsafdelingen) i Danmarks Radio, hvor Hans Sølvhøj samme år var blevet chef. De to havde et tæt samarbejde gennem de følgende år. Da Sølvhøj i 1959 blev generaldirektør, blev Bindsløv programchef. Han blev i 1964 chef for kulturafdelingen, og blev i 1967 tv-direktør og fra 1974 tillige radiodirektør. Da Hans Sølvhøj i 1976 gik af som generaldirektør, lykkedes det Laurits Bindsløv at efterfølge ham på posten, som han bestred til 1985. Anders Ølgaard forsøgte også at blive generaldirektør.
I 1960 skrev han på opdrag af Institut for Presseforskning og Samtidshistorie ved Danmarks Journalisthøjskole værket Pressen under besættelsen. Hovedtræk af den danske presses vilkår og virke i perioden 1940–45 og bidrog således med yderligere aspekter af historien om besættelsen.
Laurits Bindsløv er begravet i den gamle fællesgrav på Helsingør Kirkegård.